# Wahlen 1897
◄◄ | ◄ | 1893 | 1894 | 1895 | 1896 | Wahlen 1897 | 1898 | 1899 | 1900 | 1901 | ► | ►►

Weitere Ereignisse
Die hier aufgeführten Wahlen und Abstimmungen fanden im Jahr 1897 statt.

## Europa

### Deutsches Reich
1897 wurde der Coburger Landtag neugewählt.
1897 wurde der Gothaer Landtag neugewählt.

### Österreich-Ungarn
Die Reichsratswahl 1897 wurde im März 1897 in Cisleithanien abgehalten.

### Norwegen
Die 30. Parlamentswahl in Norwegen fand 1897 statt.